# Biserica de lemn din Lucăcești
Biserica de lemn „Sfântul Dumitru” din Lucăcești este un lăcaș de cult ortodox construit în anii 1890-1891 în satul Lucăcești din comuna Drăgoiești aflată în județul Suceava. Edificiul religios se află localizat în centrul satului și are hramul Sfântul Dumitru, sărbătorit la data de 26 octombrie.
Biserica de lemn din Lucăcești nu a fost inclusă pe Lista monumentelor istorice din județul Suceava.

## Istoricul localității
Satul Lucăcești se află pe drumul județean DJ 209C, la aproximativ 20 km sud-vest de municipiul Suceava și la 20 km est de orașul Gura Humorului.
Lucăcești este atestat documentar într-un uric emis la 3 decembrie 1462, când, pentru că se pierduseră uricele lui Drăgoi Viteazul pentru satele Drăgoiești, Lucăcești, Botești și Căcăceani, Ștefan cel Mare (1457-1504) întărește aceste moșii lui Lațco, ginerele lui Romașco și nepotul lui Drăgoi Viteazul. De la Lațco, moșia a trecut apoi la sora lui Lațco, Vasutca, jupâneasa lui Stanciul aurarul, fiind întărită printr-un uric la 24 septembrie 1498.
Lucăcești, Drăgoiești, Botești și Căcăceani au fost dăruite la 5 aprilie 1558 Mănăstirii Voroneț de către monahul Teodosie și sora lui, Odochița, copiii lui Drăgoi, feciorul Vasutcăi și al lui Stanciu aurarul.
Destinul Lucăceștilor este apoi același cu cel al satului Măzănăești, din care face parte și după organizarea comunelor în Bucovina, ce a avut loc în anul 1785.

## Istoricul bisericii
Biserica de lemn din Lucăcești a fost construită la sfârșitul secolului al XIX-lea în centrul satului. Lucrările au început în anul 1890, iar sfințirea lăcașului a avut loc în 1891. De-a lungul timpului au avut loc lucrări de reabilitare și reparare a edificiului religios, însă nu este cunoscut dacă au existat modificări ce au alterat aspectul inițial al construcției. Lăcașul a fost pictat pe interior în tehnica tempera de către Radu Ghenghea, iar în anul 2003 a fost resfințit.
Inițial acoperită cu șindrilă, biserica are în prezent învelitoare din tablă. La vest de biserică se află un turn clopotniță cu etaj, construit de asemenea din lemn.

## Arhitectura bisericii
Biserica de lemn din Lucăcești este construită în totalitate din bârne de stejar și se sprijină pe un soclu de piatră. Pentru a proteja edificiul de intemperii, pereții din bârne au fost placați la partea inferioară cu scânduri dispuse vertical și vopsite în culoarea gri și la partea superioară cu șindrilă fasonată cu model, de culoare verde deschis. Edificiul are un acoperiș înalt din tablă, cu o turlă mare pe naos și trei turle false, de dimensiuni mai mici, pe pridvor, pronaos și altar. Cele patru turle sunt învelite complet în tablă, iar în vârful fiecăreia există câte o cruce.
Monumentul are plan triconc (formă de cruce), fără contraabsidă, cu absidele laterale pentagonale și cu absida altarului pentagonală și decroșată față de restul corpului construcției. Accesul în interior se realizează pe două uși: una dispusă în peretele sudic al pridvorului și alta dispusă în peretele sudic al absidei altarului. Cele două uși sunt confecționate din lemn și sunt vopsite în culoarea maro.
În interior, biserica este împărțită în patru încăperi: pridvor, pronaos, naos și altar. Pridvorul este situat în partea de sud-vest și are o formă pătrată. În peretele sudic se află o ușă de intrare, iar în pereții laterali de est și de vest există câte o fereastră terminată la partea superioară în arc de cerc. Din pridvor se realizează accesul în pronaos. Acesta are o formă dreptunghiulară. Naosul are formă dreptunghiulară, cu două abside laterale pentagonale în axa cărora se află dispusă câte o fereastră terminată în arc de cerc, de dimensiuni mai mari decât ferestrele din pereții laterali ai pridvorului. Altarul prezintă o absidă pentagonală decroșată, cu o ușă de acces în peretele sudic și cu o fereastră către est, în axa absidei. Această fereastră are forma și dimensiunile celor două ferestre din absidele laterale.

## Imagini

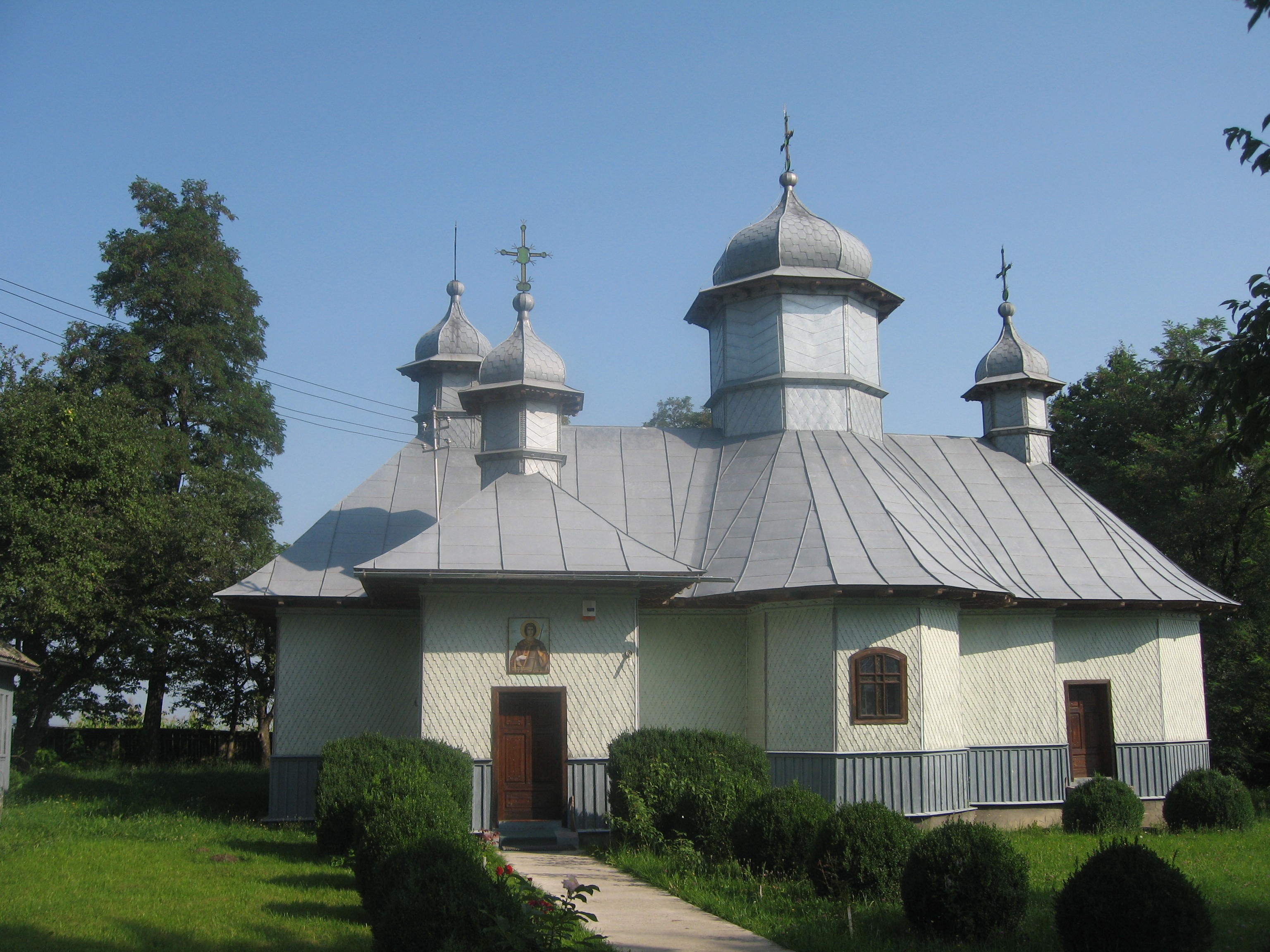
Biserica pe latura sudică
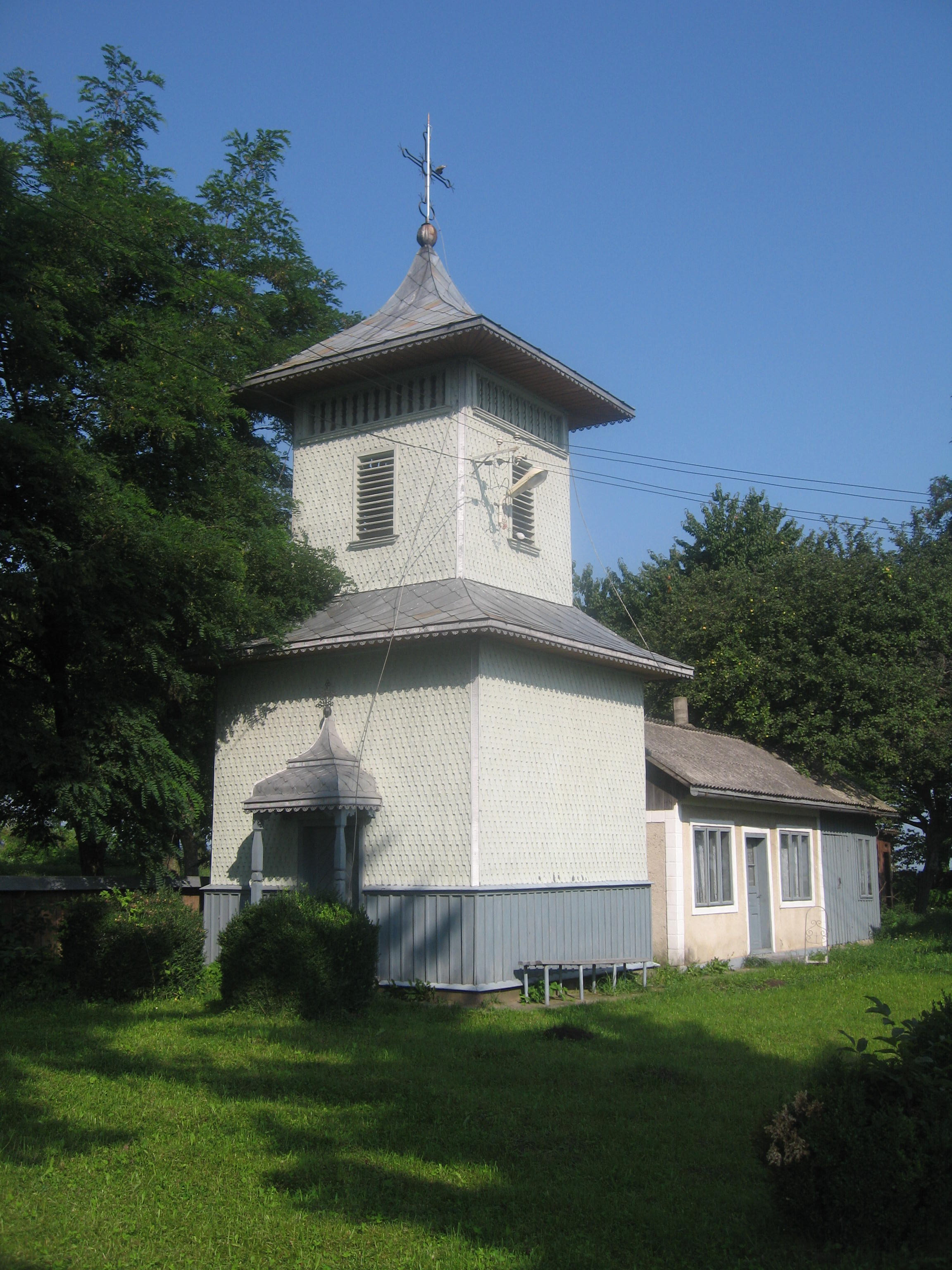
Turnul clopotniță